# Trichocline reptans
Trichocline reptans es una especie de hierba medicinal perteneciente a la  familia de las asteráceas. Se distribuye en Bolivia, Paraguay y Argentina.

## Taxonomía
Trichocline reptans fue descrita y publicada como tal por primera vez por el botánico estadounidense Benjamin Lincoln Robinson en Proceedings of the American Academy of Arts and Sciences 49: 515 en 1913.

## Importancia económica y cultural
En la medicina tradicional, las raíces se utilizan para trastornos estomacales. Las partes aéreas tienen propiedades antioxidantes.
Se han encontrado residuos de combustión de la especie adheridos a las pipas para fumar cebil en contextos arqueológicos.

## Nombres comunes
- Arnica, contrahierba, coro, yerba china, yerba del ciervo[3]